# Kolovoz
Kolovoz je ozka pot, navadno z neutrjenim voziščem, namenjena dostopu do posameznih parcel, redkeje do posamezne hiše. V tem primeru je vozišče lahko delno utrjeno s kamnitim materialom.
Kolovoze najdemo med polji in v gozdovih. Na njih se praviloma odvija nemotorni promet (pešci, vozovi z vprego) in vozijo traktorji.
Danes kolovoze namenjajo tudi označenim kolesarskim potem.
V primerjavi z makadamsko cesto običajno ni namensko zgrajena, redko ima urejeno odvodnjavanje deževnice z vozišča in nima drenažnih jarkov ob straneh. Malo verjetno je, da so izvedeni nasipi na nižje ležečih območjih. To vodi do večjega poplavljanja in erozije, po močnem deževju pa je lahko cesta neprehodna tudi za terenska vozila.
Vožnja po kolovozih zahteva veliko pozornosti do sprememb na površini in je lažje izgubiti nadzor kot na makadamski cesti.